# Чович, Неманя
Не́маня Чо́вич (серб. Немања Човић; род. 18 июня 1991, Нови-Сад) — сербский футболист, нападающий китайского клуба «Хэнань».

## Клубная карьера
Начинал карьеру в низших лигах Сербии. В 2010 году оказался в составе итальянской «Пармы», но так и не достиг основы клуба. Летом 2011 года стал игроком клуба сербской Суперлиги «Войводина», но уже через месяц перебрался в «Спартак-Златибор Вода», где играл в течение двух лет.
Во второй половине 2013 года выступал за «Доньи Срем». Первую половину 2014 года провёл в Казахстане, играя за «Спартак» из Семея. После вернулся в «Пролетер», выступавший в Первой лиге Сербии.
В феврале 2015 года после просмотра подписал контракт с солигорским «Шахтёром». В первой половине сезона 2015 постоянно появлялся на поле, но позже потерял место в основе. В ноябре 2015 года стало известно, что «Шахтёр» не будет продлевать контракт с сербом, и тот покинул клуб.
В марте 2016 года вернулся в «Пролетер». Сыграл за клуб четыре матча, после чего вновь оказался в Белоруссии, подписав контракт с «Минском». Сумел закрепиться в основе минчан, с 8 голами в чемпионате стал одним из лучших бомбардиров команды в сезоне. В ноябре 2016 года по истечении срока действия контракта покинул «Минск».
В феврале 2017 года стал игроком клуба «Ламия» из второго дивизиона Греции. Однако уже в марте разорвал контракт и вскоре снова присоединился к «Минску». В первой половине сезона 2017 играл нерегулярно, много пропуская из-за травм, но позже стал прочным игроком основы. В ноябре 2017 года по истечении срока действия контракта покинул команду.
В начале 2018 года снова стал игроком «Пролетера». В июле 2019 года перешёл в «Войводину».
2 мая 2022 года Чович подписал контракт с китайским клубом «Куньшань». Клуб был расформирован в марте 2023 года.
7 апреля 2023 года Чович подписал контракт с клубом «Хэнань».

## Международная карьера
Играл за юношескую и молодёжную сборные Сербии.
25 января 2021 года дебютировал за национальную сборную Сербии в товарищеском матче против сборной Доминиканской Республики (0:0).

## Достижения

### «Пролетер»
- Чемпион Первой лиги Сербии: 2017/18

### «Шахтёр»
- Финалист Кубка Белоруссии: 2014/15

### «Войводина»
- Обладатель Кубка Сербии: 2019/20

### «Куньшань»
- Чемпион Первой лиги Китая: 2022